# You.com
You.com — це пошукова система, орієнтована на конфіденційність, яка узагальнює вебрезультати за допомогою категорій вебсайтів, на відміну від традиційної пошукової системи, яка показує список посилань.  Пошукова система була заснована колишніми співробітниками Salesforce. Перша публічна бета-версія була опублікована 9 листопада 2021 року. В своєму інтерв’ю співзасновник Річард Сочер заявив, що прагне реалізувати пошукову систему, дотримуючись балансу конфіденційності та персоналізації.

## Історія
You.com був заснований у 2020 році двома колишніми співробітниками Salesforce Брайаном МакКенном і Річардом Сочером. Після оголошення про відкриття публічної бета-версії у 2021 році вона отримала інвестиції на 20 мільйонів доларів США від Марка Беніоффа, засновника Salesforce.
У березні 2022 року компанія запустила YouWrite — текстовий генератор GPT-3 для написання електронних листів та інших документів.
У лютому 2023 року він був першим, хто представив мультимодальні можливості штучного інтелекту в чаті, надаючи користувачам різні типи відповідей, включаючи візуальні елементи, такі як біржові діаграми.
У 2023 році Time назвав Сочера «TIME100 AI», визнавши «найвпливовіших людей у сфері штучного інтелекту». В інтерв’ю Time Сочер висловив мету You.com підвищити продуктивність користувачів і доступ до інформації, зазначивши, що «швидше давати людям відповіді, робити їх продуктивнішими, ефективнішими, добре поінформованими, з кращою конфіденційністю».

## Пошук
Пошукова система показує результати пошуку, відсортовані за певними веб-сайтами, наприклад Reddit. Ці категорії можуть бути відсортовані користувачем. Для веб-результатів він використовує результати пошукової системи Microsoft Bing.
You.com не зберігає IP-адреси користувачів і не збирає інформацію про користувачів для таргетингової реклами. You.com пропонує два режими: особистий режим (personal mode) і приватний режим (private mode), який є більш конфіденційним. На відміну від особистого режиму, у приватному режимі You.com не зберігає пошуки користувачів, не ділиться IP-адресами з партнерами You.com і не збирає будь-яку інформацію про пошук.

## Критика
You.com отримав загалом позитивні відгуки, причому головна критика стосувалась способу організації інформації, який The Verge описав як приголомшливий.

## Зовнішні посилання
- Офіційний сайт